# Майкл Джонсон (бодібілдер)
Майкл Джонсон (англ. Mike Johnson, 1980, Нова Шотландія, Канада) — професійний канадський бодібілдер, професіонал IFBB, переможець конкурсу Містер Канада 2011.

## Біографія
Народився 1980 року в місті Нова Шотландія, в Канаді. В 1999 році вступив в Університет Далхаусі. В 2006 році закінчив університет як майстер-інженер. В 2009 році переїхав до Квебеку, одружився, після одруження у молодої сім'ї народилася донька. Після цього цілковито зосередився на бодібілдингу і почав підготовку до CBBF National Championships. 9 жовтня 2011 року в місті Леваль, Квебек Джонсон переміг і отримав картку професіонала IFBB. Після цієї перемоги Майкл заявив, що наразі його головна мета — стати одним з найкращих культуристів.

## Виступи
- Містер Канада — 1 місце (2011)